# Flaga stanowa Rhode Island
Kotwica i wstęga z dewizą nadzieja widniała na piecząciach Rhode Island od 1664 roku. Trzynaście gwiazd reprezentuje pierwszych trzynaście stanów.
Przyjęta 19 maja 1897 roku. Proporcje 29:33